# Diederik Boer
Diederik Boer (Emmeloord, 24 september 1980) is een Nederlandse voormalig betaald voetballer die dienstdeed als doelman. Hij was van 2001 tot en met 2019 actief voor PEC Zwolle en Ajax.

## Clubcarrière

### PEC Zwolle
Boer kwam in zijn jeugd uit voor Flevo Boys, waarna hij werd gescout door FC Zwolle waar hij vanaf het seizoen 1995/96 onder contract stond. Zijn debuut in het betaalde voetbal was op 8 maart 2003. Boer startte in de basis tegen Ajax en FC Zwolle verloor de wedstrijd met 0–5. Enkele jaren heeft hij gediend als tweede keeper. Het seizoen 2005/06 was het eerste seizoen voor Boer waarin hij als eerste keeper fungeerde.

### Ajax
Op 31 augustus 2014 tekende Boer een driejarig contract bij Ajax, waar hij de opvolger werd van de naar Feyenoord vertrokken tweede doelman Kenneth Vermeer. Boer zou bij Ajax wel de eerste doelman zijn tijdens de wedstrijden in de KNVB Beker. Op 24 september 2014 maakte hij zijn officiële debuut voor Ajax in de KNVB Beker wedstrijd tegen JOS Watergraafsmeer, die gespeeld werd in het Olympisch Stadion. Tijdens de laatste speelronde op 17 mei 2015 mocht Boer zijn competitiedebuut maken tegen FC Dordrecht. Deze wedstrijd, waarbij er niet meer op het spel stond, werd door Ajax met 2-1 verloren. Ook in het daarop volgende seizoen koos De Boer ervoor om Boer te gebruiken tijdens wedstrijden in het bekertoernooi. In de Eredivisie-wedstrijd uit bij Heracles Almelo op 17 oktober 2015 verving hij Cillessen onder de lat die kampte met een rugblessure. Ajax won deze wedstrijd met 2-0. Eind augustus 2016 vertrok eerste doelman Cillessen naar FC Barcelona waarop Ajax besloot om Tim Krul voor één seizoen te huren van Newcastle United. Door een blessure was Krul echter niet direct inzetbaar. Peter Bosz, die in het begin van het seizoen Frank de Boer had opgevolgd, koos echter voor derde doelman André Onana als tijdelijke vervanger van Cillessen.

### Terugkeer bij PEC Zwolle
Op 2 juni 2017 werd bekendgemaakt dat Boer na drie jaar afwezigheid terugkeerde naar zijn oude club PEC Zwolle. Hij tekende een contract voor twee seizoenen en speelde nog ruim veertig wedstrijden. Na afloop van het seizoen 2018/19 beëindigde hij zijn actieve loopbaan. Boer werd in juli 2019 keeperstrainer bij de PEC Zwolle Voetbalacademie. In 2021 werd hij doorgeschoven naar de hoofdmacht

## Clubstatistieken

### Beloften
| Seizoen | Club      |                    | Competitie     | Competitie | Competitie |
| Seizoen | Club      | Wed.               | Competitie     | Dlp.       |            |
| ------- | --------- | ------------------ | -------------- | ---------- | ---------- |
| 2014/15 | Jong Ajax | Vlag van Nederland | Eerste divisie | 3          | 0          |
| 2015/16 | Jong Ajax | Vlag van Nederland | Eerste divisie | 2          | 0          |
| 2016/17 | Jong Ajax | Vlag van Nederland | Eerste divisie | 1          | 0          |
| Totaal  | Totaal    | Totaal             | Totaal         | 6          | 0          |

Bijgewerkt t/m 12 september 2016

### Senioren
| Seizoen         | Club            |                    | Competitie      | Competitie | Competitie | Beker | Beker | Internationaal 1 | Internationaal 1 | Overig 2 | Overig 2 | Totaal | Totaal |
| Seizoen         | Club            | Wed.               | Competitie      | Dlp.       | Wed.       | Dlp.  | Wed.  | Dlp.             | Wed.             | Dlp.     | Wed.     | Dlp.   |        |
| --------------- | --------------- | ------------------ | --------------- | ---------- | ---------- | ----- | ----- | ---------------- | ---------------- | -------- | -------- | ------ | ------ |
| 2001/02         | FC Zwolle       | Vlag van Nederland | Eerste divisie  | 0          | 0          | 0     | 0     | —                | —                | —        | —        | 0      | 0      |
| 2002/03         | FC Zwolle       | Vlag van Nederland | Eredivisie      | 1          | 0          | 0     | 0     | —                | —                | 0        | 0        | 1      | 0      |
| 2003/04         | FC Zwolle       | Vlag van Nederland | Eredivisie      | 2          | 0          | 0     | 0     | —                | —                | —        | —        | 2      | 0      |
| 2004/05         | FC Zwolle       | Vlag van Nederland | Eerste divisie  | 0          | 0          | 0     | 0     | —                | —                | 0        | 0        | 0      | 0      |
| 2005/06         | FC Zwolle       | Vlag van Nederland | Eerste divisie  | 38         | 0          | 2     | 0     | —                | —                | 4        | 0        | 44     | 0      |
| 2006/07         | FC Zwolle       | Vlag van Nederland | Eerste divisie  | 38         | 0          | 1     | 0     | —                | —                | 2        | 0        | 41     | 0      |
| 2007/08         | FC Zwolle       | Vlag van Nederland | Eerste divisie  | 38         | 0          | 4     | 0     | —                | —                | 4        | 0        | 46     | 0      |
| 2008/09         | FC Zwolle       | Vlag van Nederland | Eerste divisie  | 34         | 0          | 1     | 0     | —                | —                | 2        | 0        | 37     | 0      |
| 2009/10         | FC Zwolle       | Vlag van Nederland | Eerste divisie  | 36         | 0          | 2     | 0     | —                | —                | 2        | 0        | 40     | 0      |
| 2010/11         | FC Zwolle       | Vlag van Nederland | Eerste divisie  | 32         | 0          | 2     | 0     | —                | —                | 3        | 0        | 37     | 0      |
| 2011/12         | FC Zwolle       | Vlag van Nederland | Eerste divisie  | 27         | 0          | 2     | 0     | —                | —                | —        | —        | 29     | 0      |
| 2012/13         | PEC Zwolle      | Vlag van Nederland | Eredivisie      | 26         | 0          | 4     | 0     | —                | —                | —        | —        | 30     | 0      |
| 2013/14         | PEC Zwolle      | Vlag van Nederland | Eredivisie      | 21         | 0          | 4     | 0     | —                | —                | —        | —        | 25     | 0      |
| 2014/15         | PEC Zwolle      | Vlag van Nederland | Eredivisie      | 4          | 0          | 0     | 0     | 2                | 0                | 1        | 0        | 7      | 0      |
| Club totaal     | Club totaal     | Club totaal        | Club totaal     | 297        | 0          | 22    | 0     | 2                | 0                | 18       | 0        | 339    | 0      |
| 2014/15         | Ajax            | Vlag van Nederland | Eredivisie      | 1          | 0          | 3     | 0     | 0                | 0                | 0        | 0        | 4      | 0      |
| 2015/16         | Ajax            | Vlag van Nederland | Eredivisie      | 1          | 0          | 2     | 0     | 0                | 0                | —        | —        | 3      | 0      |
| 2016/17         | Ajax            | Vlag van Nederland | Eredivisie      | 0          | 0          | 3     | 0     | 1                | 0                | —        | —        | 4      | 0      |
| Club totaal     | Club totaal     | Club totaal        | Club totaal     | 2          | 0          | 8     | 0     | 1                | 0                | 0        | 0        | 11     | 0      |
| 2017/18         | PEC Zwolle      | Vlag van Nederland | Eredivisie      | 33         | 0          | 2     | 0     | —                | —                | 0        | 0        | 35     | 0      |
| 2018/19         | PEC Zwolle      | Vlag van Nederland | Eredivisie      | 7          | 0          | 1     | 0     | —                | —                | 0        | 0        | 8      | 0      |
| Club totaal     | Club totaal     | Club totaal        | Club totaal     | 337        | 0          | 25    | 0     | 2                | 0                | 18       | 0        | 382    | 0      |
| Carrière totaal | Carrière totaal | Carrière totaal    | Carrière totaal | 339        | 0          | 33    | 0     | 3                | 0                | 18       | 0        | 390    | 0      |

Bijgewerkt t/m 19 mei 2019

## Erelijst

### MetPEC Zwolle
| Nationaal            |    |                  |
| Eerste divisie       | 2x | 2001/02, 2011/12 |
| KNVB beker           | 1x | 2013/14          |
| Johan Cruijff Schaal | 1x | 2014             |

## Vinger
Boer verloor als kind één vinger toen hij een bal van het dak van een school wilde halen. Hij bleef toen met zijn vinger aan de spijlen die aan het dak bevestigd waren hangen. Boer is daarmee de enige keeper in het Nederlands betaald voetbal met negen vingers.

## Trivia
Boer heeft niet alleen in de goal gestaan bij PEC Zwolle, maar heeft ook tweemaal als spits gediend:
- Op 23 mei 2008 werd hij in de oefenwedstrijd tegen VV Zuidwolde in de rust als keeper gewisseld, om 10 minuten voor tijd weer als spits te worden ingebracht.
- Op 14 mei 2013 werd hij een half uur voor tijd als spits ingebracht in een oefenwedstrijd tegen VV Zeewolde, en scoorde hierbij 2 goals.[5]
- Op 21 september 2010 schoot Boer de beslissende penalty raak in een wedstrijd om de KNVB beker tegen Willem II.[6]